# Červený seznam IUCN
Červený seznam IUCN (také Červený seznam ohrožených druhů) je seznam ohrožených živočichů a rostlin, vydávaný každé dva roky Mezinárodním svazem ochrany přírody (IUCN).
Naposledy byl červený seznam IUCN vydán v červnu 2012. Je na něm celkem uvedeno 63 837 druhů, z nichž 19 817 je ohroženo vyhynutím.
Stupeň ohrožení je určován několika kategoriemi a podkategoriemi, od kategorie vyhynulých (či vymřelých) přes střední stupně ohrožení až po kategorii označující takové druhy, které nejsou téměř, či vůbec ohroženy. Tyto kategorie se dávají celosvětově ohroženým druhům i takovým, u nichž se jedná o ohrožení regionální.

## Červené seznamy České republiky
V České republice byly zatím zpracovány Červené seznamy cévnatých rostlin, mechorostů, lišejníků, hub (makromycetů), bezobratlých a obratlovců, nejnověji byl aktualizován Červený seznam pavouků. V roce 2017 pak v časopise Příroda vyšla aktualizace Červeného seznamu ohrožených druhů rostlin, obratlovců a bezobratlých. 
Červený seznam hub (makromycetů)
- Holec J. et al. (2006): Červený seznam hub (makromycetů) České republiky. Příroda 24: 1-282.

Červené seznamy mechorostů
- Kučera M., Váňa J. (2003): Check and Red List of bryophytes of the Czech Republic. Preslia 75: 193-222.
- Kučera M., Váňa J. (2005): Seznam a červený seznam mechorostů České republiky (2005). Příroda 23: 1-104.
- Kučera M., Váňa J., Hradílek Z. (2012): Bryophyte flora of the Czech Republic: update of the checklist and Red List and a brief analysis. Preslia 84: 813-850.

Červené seznamy lišejníků 
- Liška J., Palice Z., Slavíková Š. (2008): Checklist and Red List of lichens of the Czech Republic. Preslia 80: 151-182
- Liška J., Palice Z. (2010): Červený seznam lišejníků České republiky (verze 1.1). Příroda 29: 3-66.

Červené seznamy cévnatých rostlin
- Čeřovský J., Holub J. & Procházka F. (1979): Červený seznam flóry ČSR .– Památ. a Přír., 1979: 361–378.
- Holub J. & Procházka F. (2000): Red List of vascular plants of the Czech Republic – 2000.– Preslia 72: 187–230.
- Procházka F. [ed.] (2001): Černý a červený seznam cévnatých rostlin České republiky (stav v roce 2000). – Příroda 18: 1–133.
- Grulich V. (2012): Red List of vascular plants of the Czech Republic: 3rd edition. – Preslia 84: 631–645.
- Grulich V.& Chobot K. [eds.] (2017): Červený seznam ohrožených druhů České republiky. Cévnaté rostliny – Příroda, Praha, 35: 1–178.

Červené seznamy bezobratlých
- Farkač J., Král D. & Škorpík M. [eds.] (2005): Červený seznam ohrožených druhů České republiky. Bezobratlí. AOPK ČR, Praha. 760 pp.
- Řezáč M., Kůrka A., Růžička V. & Heneberg P. (2015): Red List of Czech spiders: 3rd edition, adjusted according to evidence-based national conservation priorities.– Biologia 70: 645–666.
- Hejda R., Farkač J. & Chobot K. [eds.] (2017): Červený seznam ohrožených druhů České republiky. Bezobratlí. – Příroda, Praha, 36: 1–612.

Červený seznam obratlovců
- Plesník J., Hanzal V. & Brejšková L. [eds.] (2003): Červený seznam ohrožených druhů České republiky. Obratlovci. Příroda, Praha, 22: 1-184.
- Chobot K. & Němec M. [eds.] (2017): Červený seznam ohrožených druhů České republiky. Obratlovci. – Příroda, Praha, 34: 1–182.